# Stoffbinde

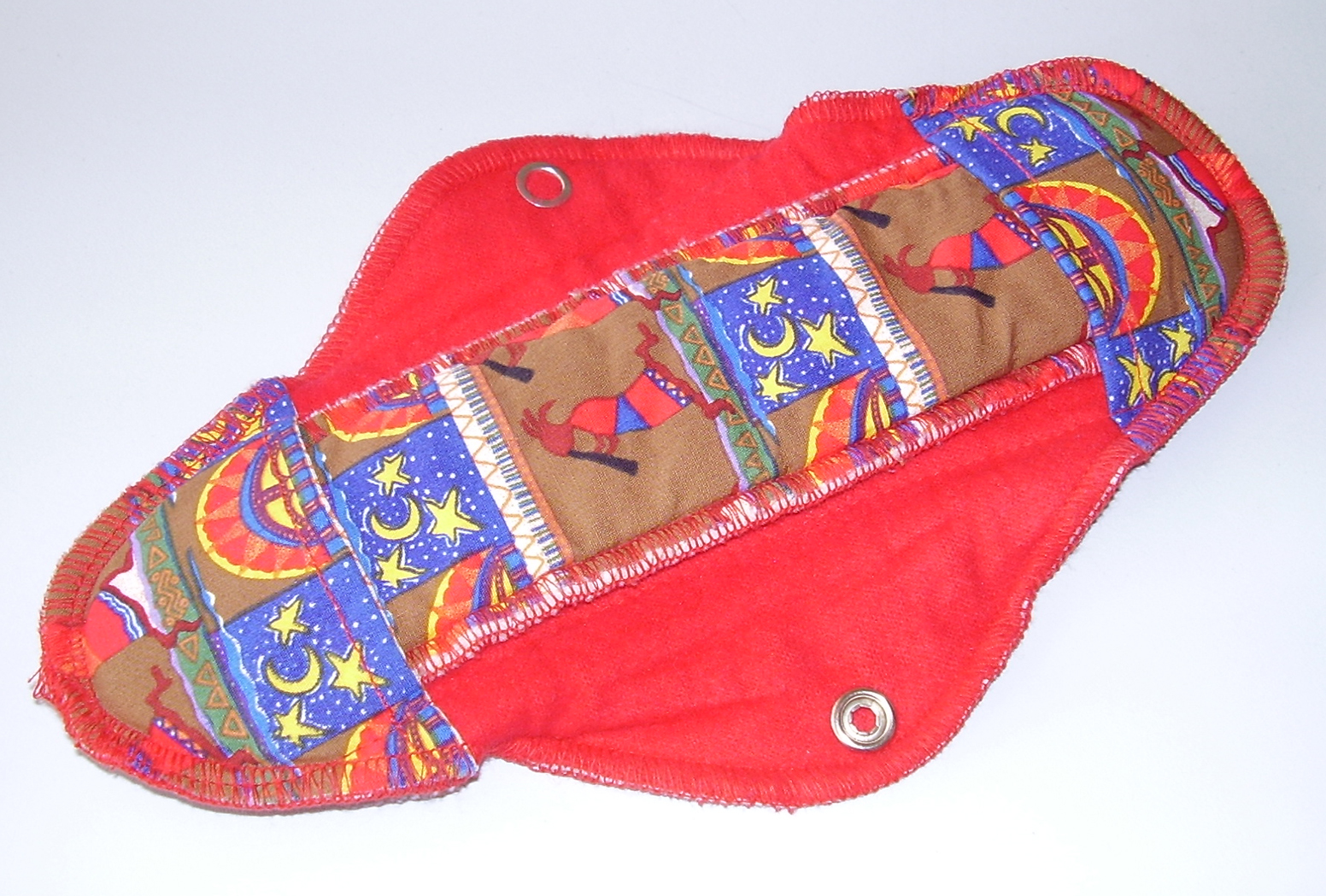
Wiederverwendbare bestickte Binde

Als Stoffbinden werden in der weiblichen Hygiene wiederverwendbare Damenbinden bezeichnet.
Üblicherweise sind sie aus verschiedenen Lagen saugfähiger Stoffe, wie Baumwolle oder Hanf, hergestellt. Sie werden während der Menstruation getragen, nach der Geburt während des Wochenflusses oder für den täglichen Wäscheschutz. Nach dem Gebrauch werden sie gewaschen, getrocknet und wiederverwendet.

## Geschichte
Im Laufe der Zeiten benutzten Frauen verschiedene Formen von Wäscheschutz. Vor 1900 wurden verschiedene Arten von selbst hergestellten Binden benutzt, oft aus übrig gebliebenen Stoffen. In ländlichen Gebieten wurde teilweise auch gar kein Schutz verwendet.
Einwegbinden konnten erstmals 1888 erworben werden. Weitere Verbreitung fanden sie nach dem Ersten Weltkrieg.  Es dauerte einige Jahre, bis sie sich durchsetzten, doch heute werden in Industrieländern fast ausschließlich wegwerfbare Binden genutzt. In Entwicklungsländern werden auch heute noch Stoffbinden benutzt, in den Industrieländern werden sie seit den 1970er Jahren wieder häufiger verwendet.

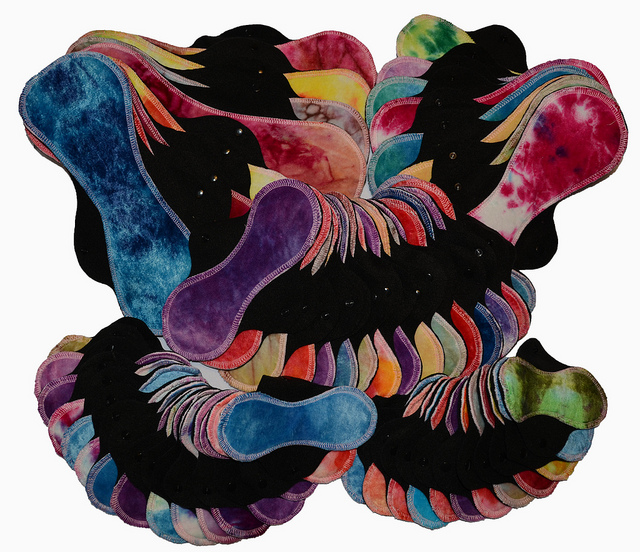

## Heutige Situation
Die Mehrheit der käuflich erwerbbaren Stoffbinden werden von kleinen Geschäften oder Einzelpersonen hergestellt und vertrieben. Sie sind in verschiedenen Größen erhältlich, etwa längere Binden für die Nacht und dünnere und kürzere für leichtere Blutungen. Manche Hersteller ermöglichen es den Käufern den Stoff, die Form und die Größe zu wählen um einen bestmöglichen, individuellen Sitz zu ermöglichen. Manche Frauen stellen ihre eigenen Stoffbinden her. Diese reichen von einfachen Tüchern, welche zum Gebrauch gefaltet werden, bis zu Modellen, die denen aus Geschäften ähneln.
Stoffbinden können von Hand oder in der Waschmaschine (bei 60 Grad Celsius mit normalem Waschmittel) gewaschen werden und, je nach Modell, auch im Trockner getrocknet werden. Manche Frauen weichen ihre Stoffbinden vor der Wäsche in kaltem Wasser ein. Unterwegs können Stoffbinden in eine wasserdichte Tasche gelegt werden. Je nach Härtegrad des Wassers und dem Zustand des Blutes können sich bleibende Flecken bilden. Teilweise können diese durch Waschsoda, Gallseife oder gründliches Spülen in kaltem Wasser, direkt nach dem Tragen, vermieden werden. Manche Frauen bevorzugen einfach rote oder dunklere Stoffe, auf denen die Flecken nicht so leicht sichtbar sind. Stoffbinden werden sowohl aus natürlichen als auch synthetischen Stoffen hergestellt. Oft genutzte Stoffe sind Baumwolle, Seide, Hanf, Bambus, Wolle und PUL. Manche Stoffbinden haben eine wasserabweisende Schicht, um zu verhindern, dass Blut durchsickert. Andere Stoffbinden verlassen sich auf mehr oder saugfähigere Lagen und verzichten auf die wasserabweisende Schicht. Wolle kann als natürlicher, atmungsaktiver und doch wasserabweisender Schutz dienen.

## Mögliche Vor- und Nachteile

### Vorteile
- Stoffbinden sind umweltfreundlich und führen nicht zu Müllbergen, da sie wiederverwendbar sind und kein zusätzlicher Müll durch Verpackungen entsteht. Nach Jahren der Benutzung können jene aus natürlichen Materialien kompostiert werden. Stoffbinden können auch aus alten Materialien wie Handtüchern und Bettbezügen hergestellt werden.
- Auf lange Sicht gesehen sind Stoffbinden günstiger als Wegwerfbinden. Wenn sie selbst hergestellt werden, sind auch die Anschaffungskosten nicht hoch.
- Stoffbinden können individuell an die Bedürfnisse der Trägerin angepasst werden.
- In der Regel sind keine Extrawäschen nötig, da sie einfach zur normalen Wäsche dazugegeben werden können.
- Die Wahrscheinlichkeit, Ausschläge oder Scheidenpilze zu bekommen, ist mit Stoffbinden niedriger.
- Der Geruch des Menstruationsblutes wird verringert, weil eine bessere Luftzirkulation gewährt ist.
- Manche Hersteller spenden einen Anteil ihres Gewinnes für Projekte, die wiederverwendbare Menstruationsartikel für Frauen in Entwicklungsländern bereitstellen.

### Nachteile
- Stoffbinden verbrauchen mehr Zeit, da sie gewaschen und getrocknet werden müssen.
- Die Anfangskosten für wiederverwendbare Menstruationsprodukte ist pro Binde höher als für wegwerfbare Binden, wobei die Kosten über den Zeitraum von 10 Jahren deutlich niedriger sind.
- Die Stoffbinden können bei Partnern und Bekannten auf Ablehnung stoßen.